# Aiguamúrcia

Położenie gminy na mapie comarki Alt Camp.

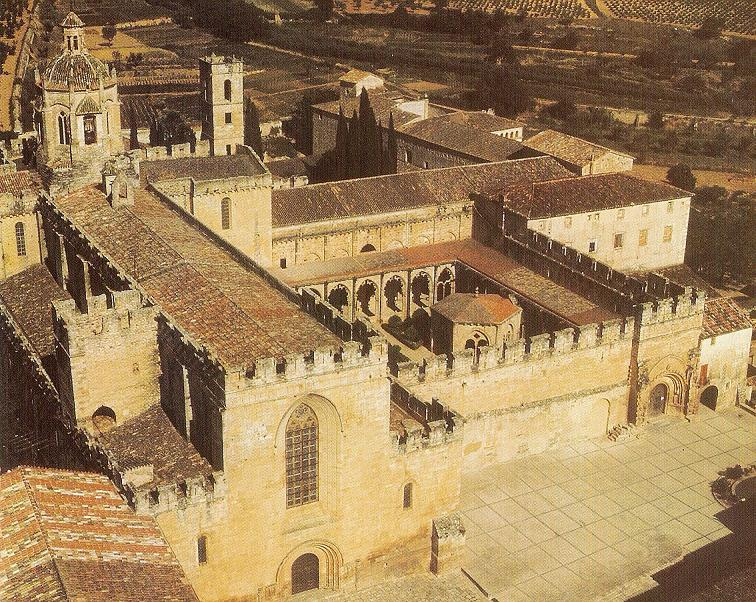
Klasztor w Santes Creus

Aiguamúrcia – gmina w Hiszpanii,  w Katalonii, w prowincji Tarragona, w comarce Alt Camp.
Powierzchnia gminy wynosi 73,01 km². Zgodnie z danymi INE, w 2005 roku liczba ludności wynosiła 719, a gęstość zaludnienia 9,85 osoby/km². Wysokość bezwzględna gminy równa jest 314 metrów. Współrzędne geograficzne gminy to 41°20'54"N, 1°21'51"E.

## Miejscowości
W skład gminy wchodzi dziewięć miejscowości, w tym miejscowość gminna o tej samej nazwie. Te miejscowości to:
- Aiguamúrcia – liczba ludności: 65
- L'Albà – 28
- Les Ordres – 8
- El Pla de Manlleu – 125
- La Planeta – 0
- Les Pobles – 166
- Santes Creus – 146
- Urbanització el Mas d'en Perers – 99
- Urbanització els Manantials – 82

## Demografia
- 1991 – 614
- 1996 – 648
- 2001 – 690
- 2005 – 719